# Bomolocha tripunctalis
Bomolocha tripunctalis är en fjärilsart som beskrevs av Bremen 1864. Bomolocha tripunctalis ingår i släktet Bomolocha och familjen nattflyn. Inga underarter finns listade i Catalogue of Life.